# Colors TV
Colors TV é uma rede de televisão indiana de entretenimento de propriedade da Viacom 18, joint venture entre TV18 e a ViacomCBS. A programação do canal consiste em novelas, comédias, reality shows voltados para jovens, programas de crime e filmes. É o sexto canal mais assistido em todos os gêneros, com audiência de 587.051 impressões durante as avaliações realizadas em fevereiro de 2021.

## História
Foi lançado em 21 de julho de 2008 pela Viacom 18 sob o então CEO Rajesh Kamat.

## Recepção
Em menos de um ano, séries como Balika Vadhu, Uttaran, Bigg Boss 2 e Fear Factor: Khatron Ke Khiladi ajudaram o canal a passar a audiência do concorrente StarPlus.

## Internacional
Em 21 de janeiro de 2010, foi adicionado na grade de canais da Dish Network nos EUA e Canadá, onde é chamado de Aapka Colors (Your Colors), fornecendo legendas em inglês em todos os programas. Amitabh Bachchan foi embaixador da marca para os lançamentos no Reino Unido e nos EUA.
O canal foi lançado no Reino Unido e Irlanda na Sky em 25 de janeiro de 2010. Em 9 de dezembro de 2009, a INX Media confirmou que a rede comprou o slot 9XM da Sky no canal 829. Inicialmente, o canal estava disponível gratuitamente e, posteriormente, foi adicionado ao pacote ViewAsia em 19 de abril de 2010. Foi adicionado à Virgin Media em 1º de abril de 2011, como parte do pacote Asian Mela. Em 2 de setembro de 2013, deixou o pacote ViewAsia e teve se sinal aberto novamente, além de passar para o pacote básico da Virgin.